# Epierus beccarii
Epierus beccarii är en skalbaggsart som beskrevs av Sylvain Auguste de Marseul 1871. Epierus beccarii ingår i släktet Epierus och familjen stumpbaggar. Inga underarter finns listade i Catalogue of Life.